# NGC 4094
NGC 4094 est une galaxie spirale barrée située dans la constellation du Corbeau. NGC 4094 a été découverte par l'astronome britannique John Herschel en 1836.

## Caractéristiques
La classe de luminosité de NGC 4094 est III-IV et elle présente une large raie HI.

### Distance
Sa vitesse par rapport au fond diffus cosmologique est de 1 796 ± 25 km/s, ce qui correspond à une distance de Hubble de 26,49 ± 1,89 Mpc (∼86,4 millions d'al).
À ce jour, une quinzaine de mesures non basées sur le décalage vers le rouge (redshift) donnent une distance de 18,150 ± 3,720 Mpc (∼59,2 millions d'al), ce qui est légèrement à l'extérieur des valeurs de la distance de Hubble. Puisque cette galaxie est relativement rapprochée du Groupe local, cette distance est peut-être plus près de sa distance réelle que la distance de Hubble. Notons que c'est avec la valeur moyenne des mesures indépendantes, lorsqu'elles existent, que la base de données NASA/IPAC calcule le diamètre d'une galaxie.